# Орден «За верную службу»
Орден «За верную службу» (рум. Ordinul Național «Serviciul Credincios») — государственная награда Румынии.

## История
В 1878 году король Румынии Кароль I учредил медаль «За верную службу» для поощрения подданных. В 1906 году к медали был добавлен крест «За верную службу» как высший класс. В 1932 году король Кароль II утвердил статут ордена «За верную службу» учредив в четырёх классах. Между 1940 и 1948 годами награждения происходили только медалью. В 1948 году коммунистические власти Румынии запретили орден в числе других монархических наград Румынии. 31 марта 2000 года президент Румынии Ион Илиеску восстановил орден в его прежнем значении, добавив пятый класс Кавалера.

## Степени
Орден имеет пять классов:
- Кавалер Большого креста — золотой знак ордена на чрезплечной ленте и золотая звезда на левой стороне груди.
- Гранд-офицер — золотой знак ордена на шейной ленте и серебряная звезда на левой стороне груди.
- Командор — золотой знак на шейной ленте.
- Офицер — золотой знак на нагрудной ленте.
- Кавалер — серебряный знак на нагрудной ленте.

К самостоятельным наградам относятся:
- Крест «За верную службу» в трёх классах — золотой, серебряный и бронзовый
- Медаль «За верную службу» в трёх классах — золотая, серебряная и бронзовая

| Класс     | Название       | Оригинал Названия | Планка мирное время | Планка военное время |
| I класс   | Большой крест  | Mare Cruce        |                     |                      |
| II класс  | Великий офицер | Mare Ofițer       |                     |                      |
| III класс | Командор       | Comandor          |                     |                      |
| IV класс  | Офицер         | Ofițer            |                     |                      |
| V класс   | Кавалер        | Cavaler           |                     |                      |
|           | Крест          | Crucea            |                     |                      |
|           | Медаль         | Medalia           |                     |                      |

## Описание

### Орден
Знак ордена — прямой равносторонний крест с расширяющимися закругленными концами, покрытый эмалью голубого цвета, и наложенный на золотой лавровый венок. В центре круглый медальон с изображением государственного герба.
Знак при помощи переходного звена в виде золотого лаврового венка (в типе ордена 1932 года — королевская корона) крепится к орденской ленте.
При награждении орденом за военные заслуги в мирное время между знаком и переходным звеном помещается дополнительное звено в виде двух скрещенных мечей.
При награждении орденом за военные заслуги в военное время между плечами креста помещаются два скрещенных меча.
Звезда ордена четырёхконечная, сияющая, состоящая из множества двугранных лучиков. На звезду наложен знак ордена. В версии типа ордена 1932 года крест коронован королевской короной.
 Лента ордена голубого цвета с равновеликой белой полосой в центре.
При награждении в военное время по краям ленты помещаются золотые полоски.

### Крест
Крест «За верную службу» своим видом похож на офицерский класс ордена, но без эмали.
 Лента креста голубая с широкими белыми полосками по краям и центру.
При награждении в военное время по краям ленты помещаются золотые полоски.

### Медаль
Медаль круглой формы с бортиком и изображением государственного герба Румынии.
Реверс — в лавровом венке надпись в две строки: «Serviciul Credincios».
 Лента креста голубая с тонкими белыми полосками по краям и центру.
При награждении в военное время по краям ленты помещаются золотые полоски.

## Галерея

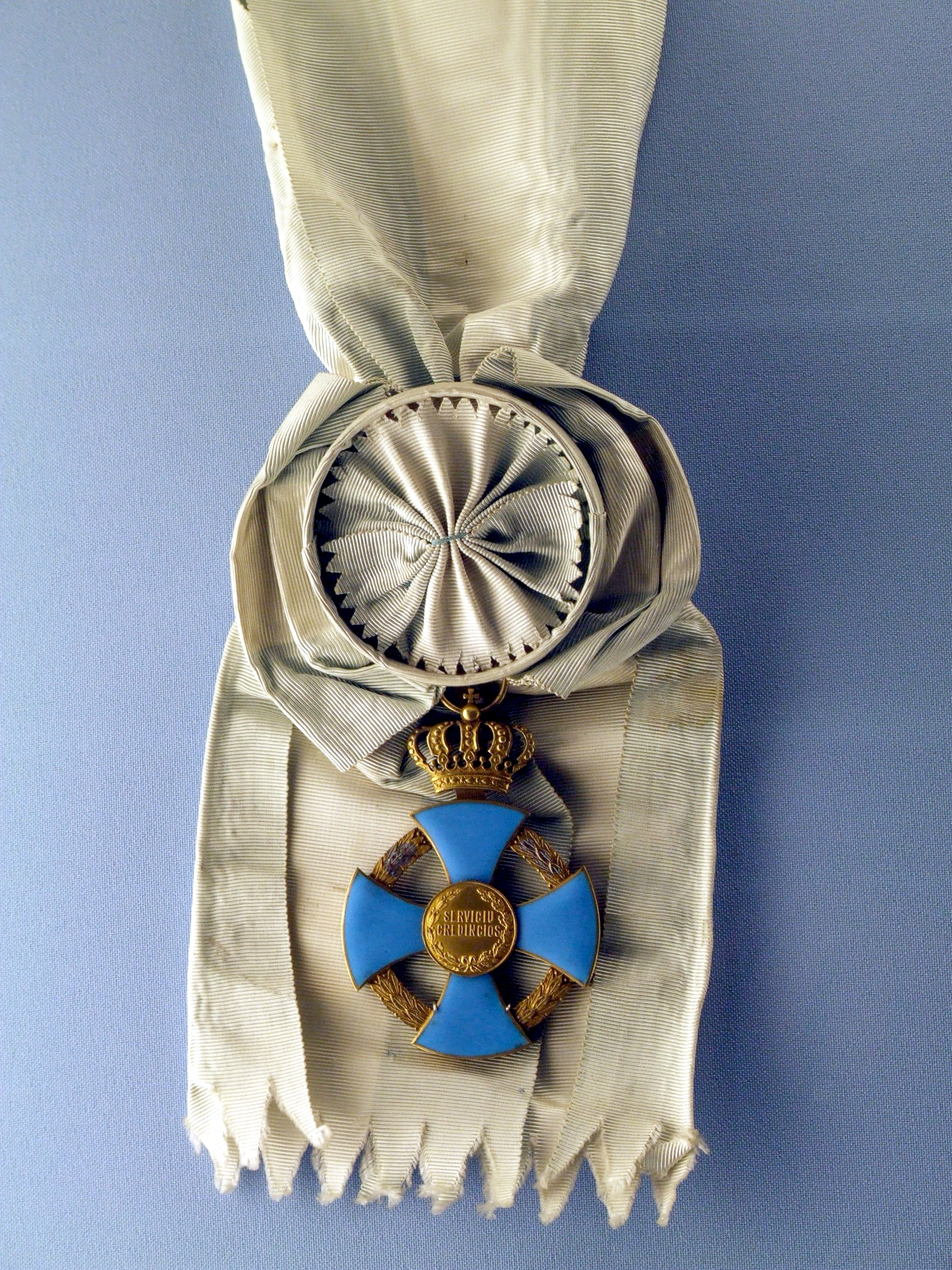
Большой крест ордена образца 1932 года
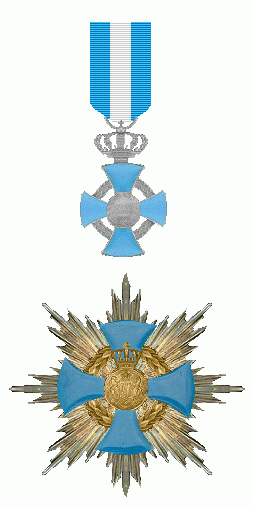
Знак офицера и звезда класса Большого креста образца 1932 года
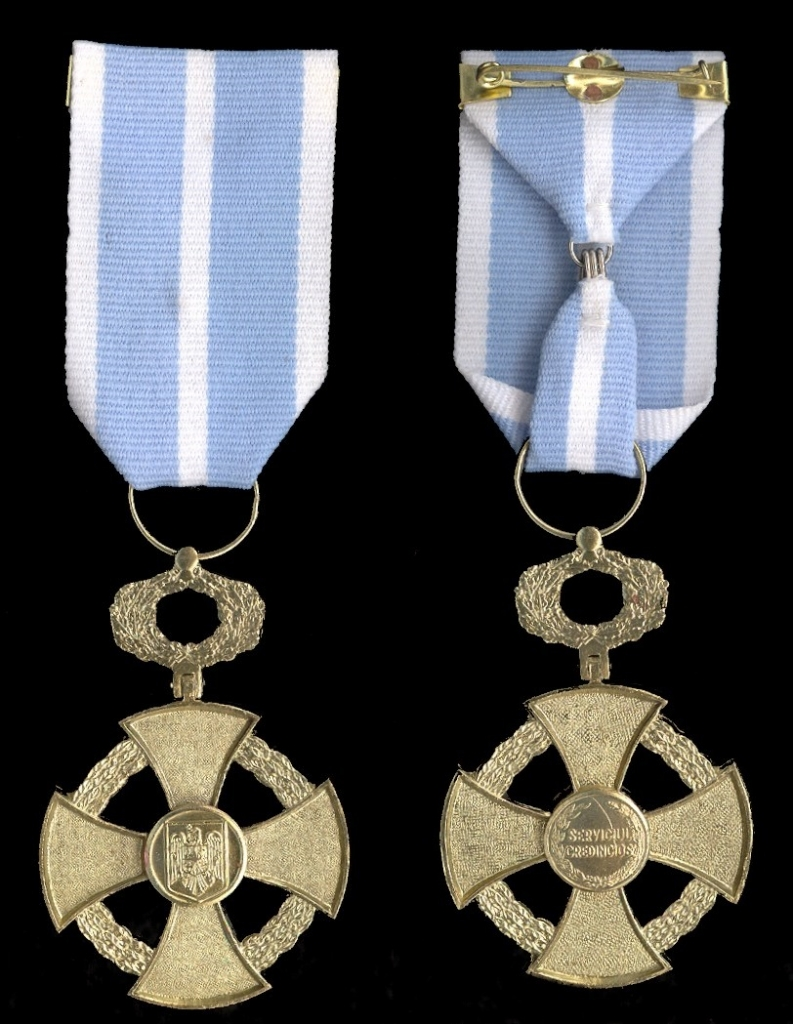
Бронзовый крест
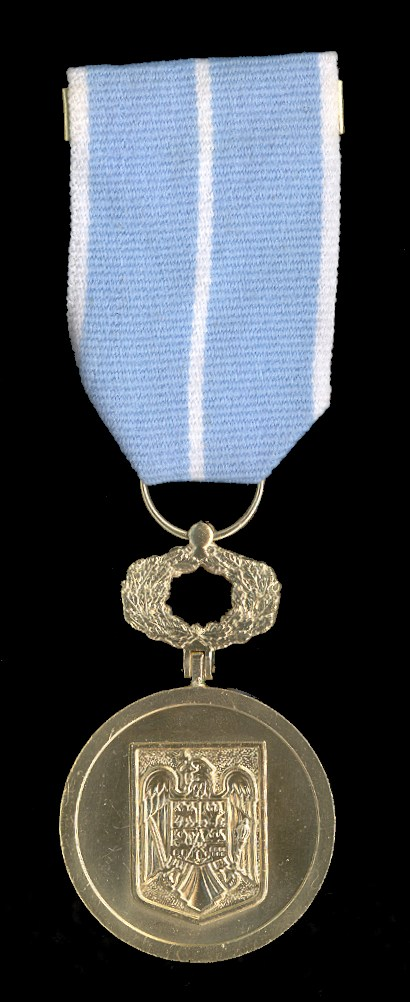
Бронзовая медаль